# U-20-Fußball-Südamerikameisterschaft 2003/Kader Chile
Bei der U-20-Fußball-Südamerikameisterschaft 2003 in Uruguay bestand der Kader der chilenischen U-20-Nationalmannschaft aus den nachfolgend aufgelisteten Spielern.
|                       | Miguel Pinto        | Tor        | Universidad de Chile      |  |  |  |  |  |
|                       | Claudio Bravo       | Tor        | CSD Colo-Colo             |  |  |  |  |  |
|                       | Juan Toro           | Abwehr     | Magallanes                |  |  |  |  |  |
|                       | Enzo Vera           | Abwehr     | CSD Colo-Colo             |  |  |  |  |  |
|                       | Miguel Aceval       | Abwehr     | CSD Colo-Colo             |  |  |  |  |  |
|                       | José Rojas          | Abwehr     | Universidad de Chile      |  |  |  |  |  |
|                       | Albert Acevedo      | Abwehr     | Universidad Católica      |  |  |  |  |  |
|                       | Fernando Fica       | Abwehr     | CSD Colo-Colo             |  |  |  |  |  |
|                       | Gonzalo Fierro      | Mittelfeld | CSD Colo-Colo             |  |  |  |  |  |
|                       | Cristhian Martínez  | Mittelfeld | Universidad de Chile      |  |  |  |  |  |
|                       | Marco Estrada       | Mittelfeld | Everton de Viña del Mar   |  |  |  |  |  |
|                       | Cristián Muñoz      | Mittelfeld | Universidad de Chile      |  |  |  |  |  |
|                       | Luis Pedro Figueroa | Mittelfeld | Universidad de Concepción |  |  |  |  |  |
|                       | Mark González       | Mittelfeld | Universidad Católica      |  |  |  |  |  |
|                       | Jorge Valdivia      | Mittelfeld | CSD Colo-Colo             |  |  |  |  |  |
|                       | Luis Jara           | Mittelfeld | Universidad Católica      |  |  |  |  |  |
|                       | Marcos Ávila        | Angriff    | CSD Colo-Colo             |  |  |  |  |  |
|                       | Eduardo Rubio       | Angriff    | Universidad Católica      |  |  |  |  |  |
|                       | Luis Jiménez        | Angriff    | Ternana Calcio            |  |  |  |  |  |
|                       | Mauricio Pinilla    | Angriff    | Universidad de Chile      |  |  |  |  |  |
| Trainer: César Vaccia |                     |            |                           |  |  |  |  |  |
|                       |                     |            |                           |  |  |  |  |  |

Quelle: